# Хюсеїн Тутал
Хюсеїн Тутал (тур. Hüseyin Tutal) (нар. 1937, с. Фаре, Діярбакир, Туреччина — пом. 1998, Діярбакир, Туреччина) — турецький співак-данбеж (курд. dengbêj) курдського походження.

## Життєпис
Народився в с. Фаре (сучасне с. Гюзелькьой (тур. Güzelköy) у провінції Діярбакир). У різних джерелах можна побачити ім'я данбежа Хусейн Фаре (курд. Huseynê Farê) за назвою села, оскільки під цим іменем він більш відомий. Розпочав співати в 7 років. 
У той час, коли Хюсеїн Тутал випустив свій перший альбом (1980-ті), існувала спеціальна військова адміністрація, що боролася з поширенням курдської мови та культури. До дому співака відразу ж прийшли люди у формі, які допитували його й обурювалися, чому Хюсеїн, знаходячись у Туреччині, співає курдською, бо, на їхню думку, у цій країні треба співати лише турецькою. На це Хюсеїн Тутал їм відповів: «Я курд, тому виконую пісні своєю рідною мовою. Невже я не маю на це права?» Проте данбеж не переставав співати, хоча допити й арешти все ще продовжувалися. 
Згодом переїжджає до с. Бісилмайх (курд. Bisilmayexê), де на той час проживали батьки його дружини. Після 3–4 років перебування з ними емігрує до Німеччини, але через 2 роки повертається на Батьківщину, де продовжує співати. 
Помер через хвороби, на які він захворів, коли був у в'язниці. Проте Хюсеїн Тутал залишив по собі добру пам'ять і пісні, які народ поважає й сьогодні. 

## Творчість
Відомі пісні:
- Têlî
- Ay Le Gule (Ay Lo Delal)
- Dolabe Yar Dolabe
- Mala Musa (Tu Axayî)
- Wer Hine
- Xalê Cemîl

та ін.

## Сім'я
- Брат — Юсуф Фаре (курд. Usivê Farê) — данбеж.